# Borsonella pinosensis
Borsonella pinosensis is een slakkensoort uit de familie van de Borsoniidae. De wetenschappelijke naam van de soort is voor het eerst geldig gepubliceerd in 1944 door Bartsch.